# Валентин Димов
Валентин Димов (нар. 12 березня 1989) — колишній болгарський тенісист.
Найвищу одиночну позицію світового рейтингу — 621 місце досяг 8 березня 2010, парну — 694 місце — 24 серпня 2009 року.
Завершив кар'єру 2014 року.

## Рейтинг на кінець року
| Рік              | 2007 | 2008 | 2009 | 2010 | 2011 | 2012 | 2013 | 2014 |
| Одиночний розряд | 1386 | 979  | 658  | 905  | 1011 | 958  | 758  | 1281 |
| Парний розряд    | 1175 | 891  | 1114 | 1452 | 1596 | 1332 | 1023 | -    |

## Фінали челленджерів і ф'ючерсів

### Одиночний розряд: 1 (1–0)
| Легенда (одиночний розряд) |
| -------------------------- |
| Тур ATP Челленджер (0–0)   |
| ITF Ф'ючерс (1–0)          |

| Титули за покриттям |
| ------------------- |
| Тверде (0–0)        |
| Ґрунт (1–0)         |
| Трава (0–0)         |
| Килим (0–0)         |

| Результат | В-П | Дата     | Турнір             | Рівень  | Покриття | Суперник           | Рахунок  |
| --------- | --- | -------- | ------------------ | ------- | -------- | ------------------ | -------- |
| Перемога  | 1–0 | Тра 2009 | Болгарія F4, Ямбол | Ф'ючерс | Ґрунт    | Кетелін-Йонуц Гирд | 6–4, 6–4 |

### Парний розряд: 7 (0–7)
| Легенда (парний розряд)  |
| ------------------------ |
| Тур ATP Челленджер (0–0) |
| ITF Ф'ючерс (0–7)        |

| Титули за покриттям |
| ------------------- |
| Тверде (0–1)        |
| Ґрунт (0–6)         |
| Трава (0–0)         |
| Килим (0–0)         |

| Результат | В-П | Дата     | Турнір                   | Рівень  | Покриття | Партнер           | Суперники                             | Рахунок          |
| --------- | --- | -------- | ------------------------ | ------- | -------- | ----------------- | ------------------------------------- | ---------------- |
| Поразка   | 0–1 | Сер 2007 | Болгарія F5, Варна       | Ф'ючерс | Ґрунт    | Тихомир Грозданов | Богдан Леонте Петер Торебко           | 6–7(4–7), 4–6    |
| Поразка   | 0–2 | Сер 2008 | Болгарія F5, Добрич      | Ф'ючерс | Ґрунт    | Тодор Енев        | Тихомир Грозданов Симеон Іванов       | 6–2, 5–7, [6–10] |
| Поразка   | 0–3 | Сер 2008 | Болгарія F6, Бургас      | Ф'ючерс | Ґрунт    | Тодор Енев        | Гліб Олексієнко Вадим Алексеєнко      | 1–6, 5–7         |
| Поразка   | 0–4 | Вер 2008 | Болгарія F7, Сливен      | Ф'ючерс | Ґрунт    | Тодор Енев        | Гліб Олексієнко Вадим Алексеєнко      | 5–7, 5–7         |
| Поразка   | 0–5 | Тра 2009 | Болгарія F1, Санданський | Ф'ючерс | Ґрунт    | Тодор Енев        | Томас Кроманн Джон Міллман            | 6–3, 1–6, [5–10] |
| Поразка   | 0–6 | Тра 2012 | Болгарія F1, Варна       | Ф'ючерс | Ґрунт    | Дімітар Кузманов  | Олександр Недовєсов Іван Сергєєв      | 1–6, 1–6         |
| Поразка   | 0–7 | Вер 2013 | Греція F10, Filippiada   | Ф'ючерс | Тверде   | Динко Халачев     | Александрос Якуповіч Марк Каловелоніс | 3–6, 3–6         |

## Кубок Девіса
Валентин Димов дебютував за Збірну Болгарії в Кубку Девіса 2009 року. В одиночному розряді він зазнав двох поразок, у парному - однієї (загалом 0–3).

### Одиночний розряд (0–2)
| Розіграш                         | Раунд | Дата          | Покриття | Суперник   | W/L | Результат |
| -------------------------------- | ----- | ------------- | -------- | ---------- | --- | --------- |
| Група II зони Європа/Африка 2009 | ЧФ    | 12 липня 2009 | Ґрунт    | Андіс Юшка | L   | 4–6, 4–6  |
| Група II зони Європа/Африка 2010 | ЧФ    | 11 липня 2010 | Ґрунт    | Блаж Рола  | L   | 0–6, 1–6  |

### Парний розряд (0–1)
| Розіграш                         | Раунд | Дата           | Партнер          | Покриття   | Суперники                       | W/L | Результат     |
| -------------------------------- | ----- | -------------- | ---------------- | ---------- | ------------------------------- | --- | ------------- |
| Група II зони Європа/Африка 2011 | R1    | 5 березня 2011 | Дімітар Кузманов | Тверде (I) | Володимир Ігнатик Максим Мирний | L   | 2–6, 4–6, 4–6 |